# Dee Brown (basketballer, 1984)
Daniel Harris 'Dee' Brown (Jackson, 17 augustus 1984) is een Amerikaanse voormalig basketballer en basketbalcoach.

## Carrière
Brown speelde collegebasketbal voor de Illinois Fighting Illini van 2002 tot 2006. In 2006 werd hij als 46e gekozen in de NBA draft door de Utah Jazz. Hij speelde tijdens de zomer van 2006 voor de Jazz in de NBA Summer League. Hij speelde een seizoen voor de Jazz. Tijdens de zomer van 2007 speelde hij opnieuw voor de Jazz in de NBA Summer League. Het seizoen 2007/08 bracht hij door in de Turkse competitie bij Galatasaray. In de zomer van 2008 tekende hij een contract bij de Washington Wizards en speelde eerst in de NBA Summer League voor hen, hij speelde bij hen tot in december 2008. Hij tekende daarna bij de Phoenix Suns en speelde er tot in januari 2009.
Hij speelde de rest van het seizoen uit bij Maccabi Tel Aviv BC in Israël. Voor het seizoen 2009/10 tekende hij SS Felice Scandone in de Italiaanse competitie en speelde er een seizoen. Tijdens de zomer van 2010 speelde hij in de NBA Summer League voor de Toronto Raptors en tekende daarna bij de Dallas Mavericks maar zijn contract werd al ontbonden voor de start van het seizoen. Hij speelde daarna een seizoen voor het Chinese Qingdao Eagles.
In april 2011 tekende hij bij de Piratas de Quebradillas uit Puerto Rico. Tijdens de zomer van 2011 tekende hij opnieuw in Italië ditmaal bij Teramo Basket. Hij speelde het seizoen 2012/13 in de Turkse competitie bij Türk Telekom BK. In 2013 tekende hij bij het Litouwse BK VEF Riga waar hij een seizoen speelde. In het seizoen 2014/15 speelde hij bij het Roemeense CSU Ploiești en daarna bij het Bulgaarse PBK Akademik.
Na te stoppen als speler ging hij in 2015 aan de slag bij de Illinois Fighting Illini tot in oktober 2016. Hij was van 2016 tot 2017 jeugdcoach bij Shandong Golden Stars. Van 2017 tot 2022 was hij assistent-coach van de UIC Flames. In 2022 werd hij hoofdcoach van de Roosevelt Lakers.

## Statistieken

### Regulier seizoen
| Seizoen  | Team               | WG | WS | MPW  | 2P%  | 3P%  | FW%   | RPW | APW | SPW | BPW | PPW |
| -------- | ------------------ | -- | -- | ---- | ---- | ---- | ----- | --- | --- | --- | --- | --- |
| 2006/07  | Utah Jazz          | 49 | 0  | 9,2  | 37,1 | 21,4 | 64,9  | 0,8 | 1,7 | 0,4 | 0,1 | 1,9 |
| 2008/09  | Washington Wizards | 17 | 11 | 13,7 | 45,8 | 30,0 | 33,3  | 1,6 | 1,9 | 0,6 | 0,0 | 2,4 |
| 2008/09  | Phoenix Suns       | 2  | 0  | 14,0 | 0,0  | 25,0 | 100,0 | 0,5 | 1,5 | 0,0 | 0,0 | 2,5 |
| Carrière | Carrière           | 68 | 11 | 10,5 | 38,9 | 25,0 | 64,3  | 1,0 | 1,8 | 0,5 | 0,1 | 2,1 |

### Play-offs
| Seizoen  | Team      | WG | WS | MPW | 2P%  | 3P% | FW%  | RPW | APW | SPW | BPW | PPW |
| -------- | --------- | -- | -- | --- | ---- | --- | ---- | --- | --- | --- | --- | --- |
| 2006/07  | Utah Jazz | 8  | 0  | 6,5 | 54,5 | 0,0 | 25,0 | 0,4 | 1,1 | 0,0 | 0,0 | 1,6 |
| Carrière | Carrière  | 8  | 0  | 6,5 | 54,5 | 0,0 | 25,0 | 0,4 | 1,1 | 0,0 | 0,0 | 1,6 |